# アルナーチャラム・ムルガナンダム
アルナーチャラム・ムルガナンダム（タミル語: அருணாச்சலம் முருகானந்தம்、英語: Arunachalam Muruganantham、1961年1月7日 - ）は、インドのタミル・ナードゥ州コーヤンブットゥール出身の発明家、社会起業家である。
生理用ナプキンを安価に製造できる機械を発明し、周囲に変態扱いされる無理解にめげず、インド農村部での生理に関する不衛生な慣習に対する意識を高めるための草の根的な活動をしたことで知られている。彼が発明した機械は市販の生理用ナプキンの3分の1以下のコストで製造でき、インドの29州のうち23州で使用されている。さらに、この機械を世界106か国に広める計画を立てている。
彼が登場するドキュメンタリー『ピリオド -羽ばたく女性たち-』は、第91回アカデミー賞で短編ドキュメンタリー映画賞を受賞した。2018年のインドのドラマ映画『パッドマン 5億人の女性を救った男』は、彼の発明とその後の活動を題材としたもので、彼をモデルにした役をアクシャイ・クマールが演じた。
2014年、『タイム』誌の「世界で最も影響力のある100人」に選ばれた。2016年、インド政府からパドマ・シュリー勲章を授与された。

## 若年期
ムルガナンダムは1961年に、インドのコーヤンブットゥールで織物職人の子として生まれた。幼いときに父親を交通事故で亡くし、それ以来、貧困の中で育った。母親はムルガナンダムの学費を稼ぐために農場で働いていたが、彼は14歳のときに学校を中退した。それ以降、工場で働く労働者に食料を配達したり、工作機械のオペレーター、山芋の販売代理店、農場作業員、溶接工などの仕事をして家族を養っていた。

## 発明
1998年、彼はシャンティ(Shanthi)と結婚した。結婚してすぐ彼は、妻が、生理のときに使うための不潔なボロ布や新聞紙を集めていることに気がついた。外国企業製の生理用ナプキンは高価で買えないためだった。彼は、自分で生理用ナプキンを作ることにした。最初は綿のナプキンを作っていたが、妻や妹たちに拒否されてしまった。結局、彼女らは彼に協力することをやめ、彼の技術革新の被験者になることを拒否した。彼は、原価が10ルピー（14セント）なのに、最終製品はその40倍の値段で販売されていることに気づいた。彼は、自分の発明品を試してくれる女性ボランティアを探したが、ほとんどの人は恥ずかしがって、月経について話そうとはしなかった。彼は血を入れた動物の膀胱を使って自分で実験を始めたが、そのような実験をしていることが村の人たちにばれ、嘲笑の的となった。インドでは月経はタブー視されていたため、彼は地域社会や家族から追放されてしまった。そこで、地元の医科大学の女子生徒に無料で配布し、感想を聞かせてもらうことにした。
2年後、市販のナプキンには松の樹皮のパルプから作られたセルロース繊維が使われていることを発見した。この繊維により、ナプキンの形状を維持しながら経血を吸収することができたのだった。外国製のナプキン製造機は3500万ルピー（49万米ドル）もした。彼は、最小限の訓練で操作できる低コストの機械を考案した。彼は、加工された松の木のパルプをムンバイの業者から調達した。彼のナプキン製造機は、パルプを紫外線で殺菌しながら粉砕、解繊して整形し、梱包を行った。この機械のコストは6万5千ルピー（910米ドル）だった。

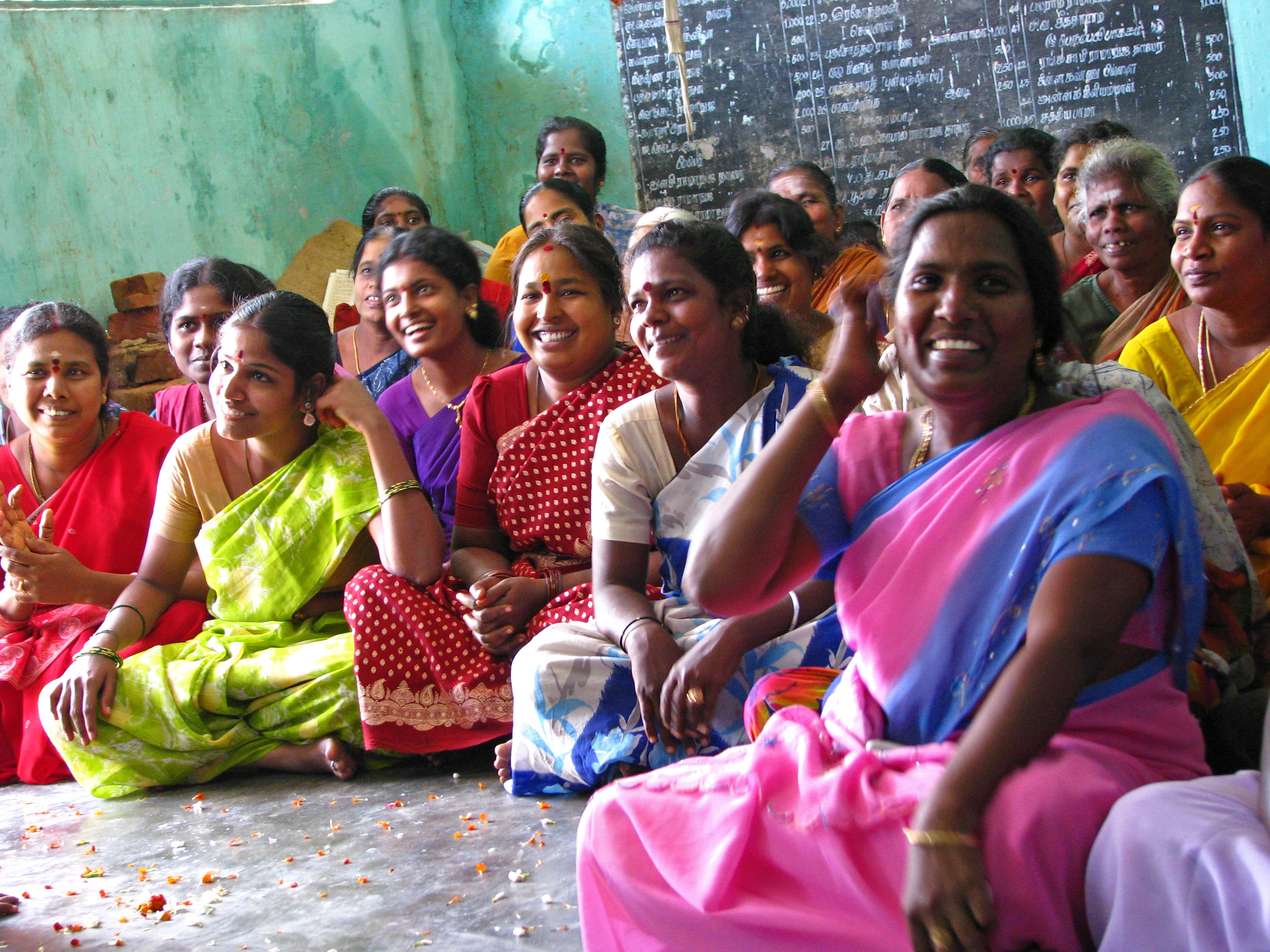
自助グループ(SHG)のメンバーとしての農村女性の集い

2006年、彼はインド工科大学マドラス校（IITマドラス）で自身のアイデアを披露し、様々な助言を受けた。IITマドラスは彼の発明をインド国立発明財団の「草の根技術発明賞」に応募し、賞を受賞した。これにより、彼は活動資金を得てジャヤアシュリー・インダストリーズを設立し、現在ではインド全土の農村部の女性にこの機械を販売している。この機械は、そのシンプルさとコストパフォーマンスの良さが評価され、彼の社会的支援への取り組みは、いくつかの賞を受賞している。いくつかの企業から事業化の申し出があったが、彼はそれを拒否し、女性が運営する自助グループ(SHG)にこの機械を提供し続けている。
ムルガナンダムの発明は、インドの女性の生活を変える重要な一歩として広く賞賛されている。この機械は、インドの多くの女性に仕事と収入をもたらし、手頃な価格のナプキンによって、多くの女性が生理中に仕事ができるようになった。ムルガナンダム自身の活動だけでなく、この分野に参入する多くの起業家が現れており、中にはバナナの繊維や竹の廃棄物を利用することを提案する人もいる。

## 大衆文化において
ムルガナンダムは社会起業家として知られるようになった。彼は、IITボンベイ、IITマドラス、IIMアーメダバード、IIMバンガロール、バーラ技術科学大学、ハーバード大学など、多くの機関で講演を行っている。また、TEDでも講演している。
彼を取材したアミット・ヴィルマニ監督のドキュメンタリー映画『メンストラル・マン』（Menstrual Man、月経男）や、アビシェーク・サクセナ監督の2017年のドラマ映画『フル』(Phullu)は賞を受賞した。
著述家で映画プロデューサーのトゥインクル・カンナーは、ムルガナンダムの人生を元にした小説「The Sanitary Man of Sacred Land」を執筆し、さらにこれを『パッドマン 5億人の女性を救った男』(Pad Man)として映画化した。カンナーは監督としてR・バールキを指名し、ムルガナンダムをモデルにした主役には、ムルガナンダム自身の意見を取り入れてアクシャイ・クマールが起用された。